# Nota fiscal eletrônica

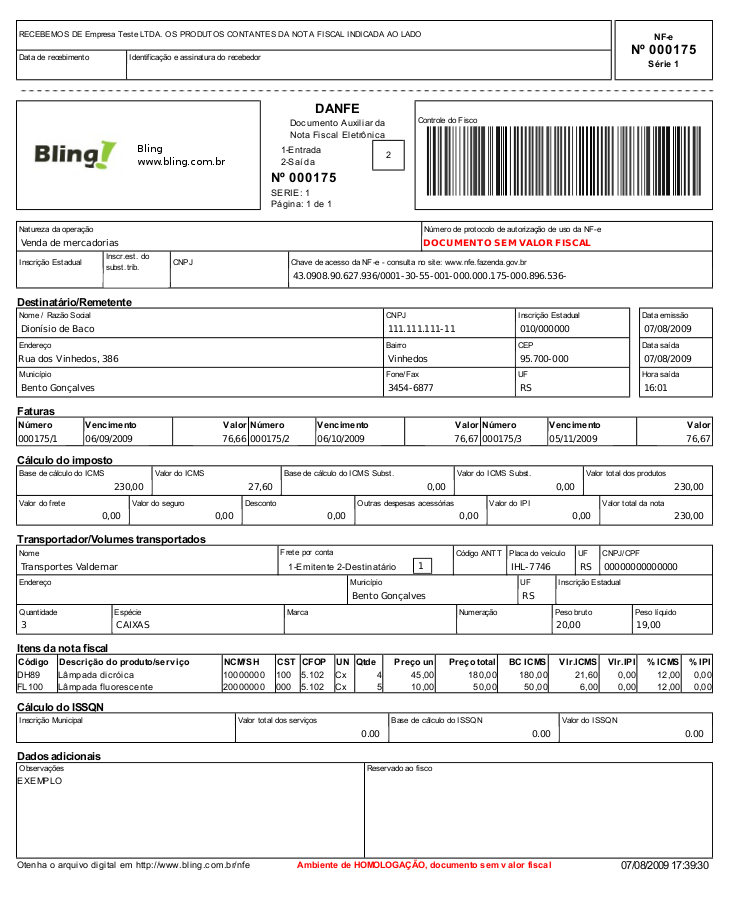
Exemplo de Documento Auxiliar da Nota Fiscal Eletrônica (DANFE).

Pela definição oficial brasileira, uma nota fiscal eletrônica (NF-e) é "um documento de existência apenas digital, emitido e armazenado eletronicamente, com o intuito de documentar uma operação de circulação de mercadorias ou uma prestação de serviços, ocorrida entre as partes".
É um instituto oficial de fiscalização tributária, em vigor desde o dia 15 de setembro de 2006, e que substitui a nota fiscal impressa modelos 1 e 1A, havendo a previsão de estender a substituição a outros modelos de notas fiscais.

## Histórico e aspectos legais
Teve origem em uma parceria entre o ENCAT (Encontro Nacional dos Administradores e Coordenadores Tributários Estaduais) e a Receita Federal do Brasil.
É o pioneiro de três subprojetos que integram um programa do governo federal chamado SPED (Sistema Público de Escrituração Digital da Receita Federal), a saber, escrituração contábil, escrituração fiscal e nota fiscal eletrônica. A fase de projeto piloto da Nota Fiscal Eletrônica foi iniciada em 2005, compreendendo as secretarias de fazenda de 6 estados e várias grandes empresas. Embora empresas estabelecidas em todos os estados e distritos da Federação estejam obrigadas a emitir a Nota Fiscal eletrônica para bens e serviços enquadrados no regime tributário do ICMS, há apenas 15 entidades autorizadoras, entre eles os estados de AM, BA, CE, GO, MG, MS, MT, PE, PR, RS, SP, além dos serviços SVAN (Sefaz Virtual do Ambiente Nacional: MA, PA), SVRS (Sefaz Virtual do RS), SVC-AN (Sefaz Virtual de Contingência Ambiente Nacional) e SVC-RS (Sefaz Virtual de Contingência Rio Grande do Sul).
A Emenda Constitucional nº 42, aprovada em 19 de dezembro de 2003, introduziu o Inciso XXII ao art. 37 da Constituição Federal, que determina às administrações tributárias da União, dos Estados, do Distrito Federal e dos Municípios a atuar de forma integrada, inclusive com o compartilhamento de cadastros e de informações fiscais.
Para atender o disposto Constitucional, foi realizado, em julho de 2004, em Salvador, o I ENAT - Encontro Nacional de Administradores Tributários, reunindo o Secretário da Receita Federal, os Secretários de Fazenda dos Estados e DF, e o representante das Secretarias de Finanças dos municípios das Capitais.
O encontro teve como objetivo buscar soluções conjuntas nas três esferas de Governo que promovessem maior integração administrativa, padronização e melhor qualidade das informações; racionalização de custos e da carga de trabalho operacional no atendimento; maior eficácia da fiscalização; maior possibilidade de realização de ações fiscais coordenadas e integradas; maior possibilidade de intercâmbio de informações fiscais entre as diversas esferas governamentais; cruzamento de informações em larga escala com dados padronizados e uniformização de procedimentos.
Em consideração a esses requisitos, foram aprovados dois Protocolos de Cooperação Técnica, um objetivando a construção de um cadastro sincronizado que atendesse aos interesses das administrações tributárias da União, dos Estados, do Distrito Federal e dos Municípios e, outro, de caráter geral, que viabilizasse o desenvolvimento de métodos e instrumentos que atendessem aos interesses das respectivas Administrações Tributárias.
Em agosto de 2005, no evento do II ENAT - Encontro Nacional de Administradores Tributários, em São Paulo, o Secretário da Receita Federal, os Secretários de Fazenda dos Estados e DF, e os representantes das Secretarias de Finanças dos municípios das Capitais, buscando dar efetividade aos trabalhos de intercâmbio entre os mesmos, assinaram os Protocolos de Cooperação nº 02 e nº 03, com o objetivo de desenvolver e implantar o Sistema Público de Escrituração Digital e a Nota Fiscal Eletrônica.
O Sped, no âmbito da Receita Federal, faz parte do Projeto de Modernização da Administração Tributária e Aduaneira (PMATA) que consiste na implantação de novos processos apoiados por sistemas de informação integrados, tecnologia da informação e infra-estrutura logística adequados.
A NFe atende as normas definidas no projeto da SEFAZ e sua validade jurídica é garantida pela assinatura digital do emitente e recebimento pelo fisco.

### Obrigatoriedade
O Protocolo ICMS 42/09 objetiva escalonar a ampliação da obrigatoriedade de uso da NF-e de forma que, até o final de 2010, estejam alcançados por esta obrigatoriedade todos os contribuintes do ICMS que se enquadrem em pelo menos uma das seguintes situações:
- desenvolvam atividade industrial;
- desenvolvam atividade de comércio atacadista ou de distribuição;
- pratiquem saídas de mercadorias com destino a outra unidade da Federação;
- forneçam mercadorias para a Administração Pública.

A obrigatoriedade da emissão de nota fiscal eletrônica engloba empresas de todos os tamanhos, incluindo as optantes pelo Simples Nacional.

## Benefícios

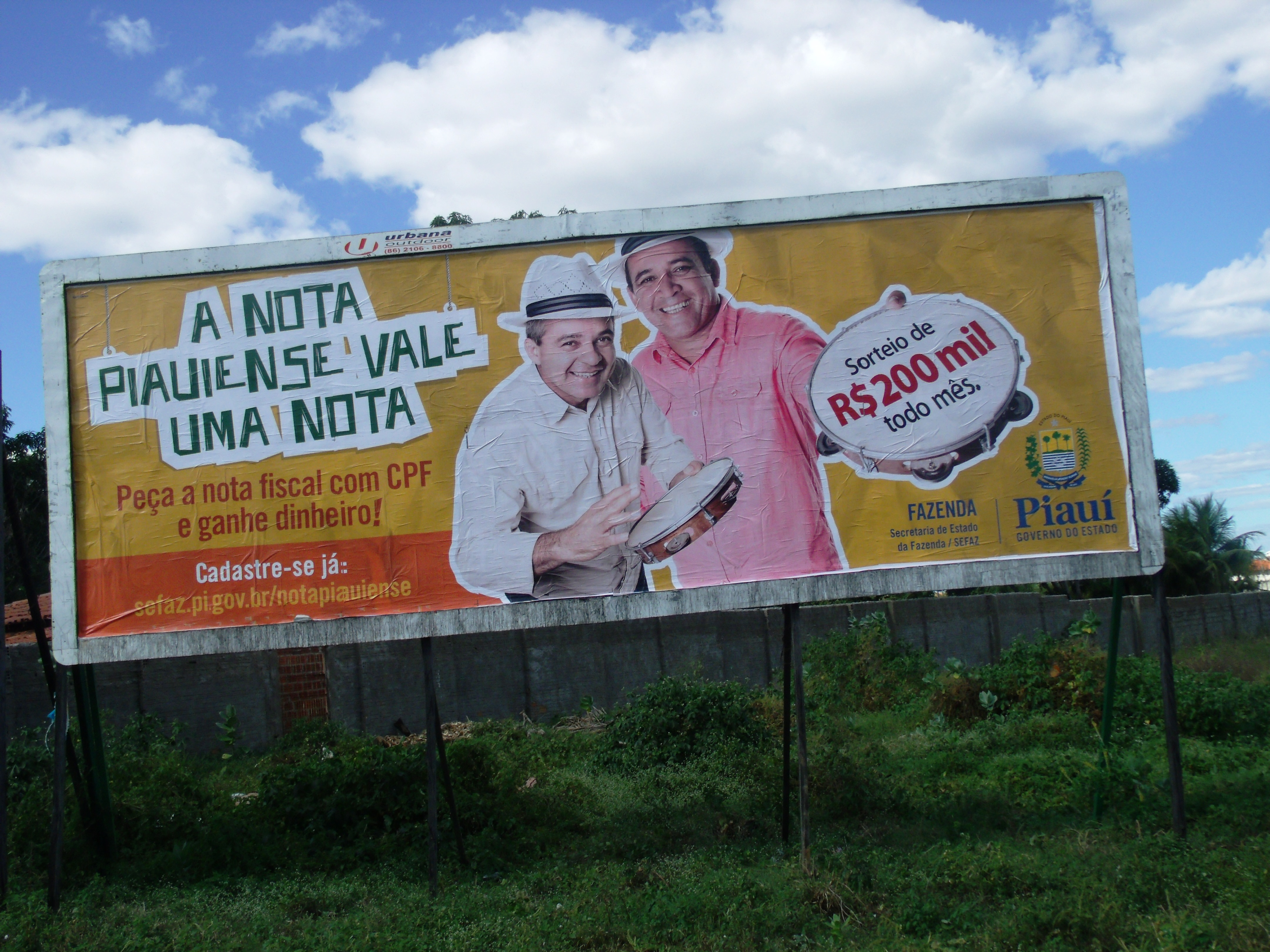
Campanha de conscientização fiscal no Piauí.

O projeto NF-e se enquadra na convergência do Sistema Público de Escrituração Digital (SPED), definido através da Instrução Normativa da Receita Federal do Brasil e possibilitará os seguintes benefícios e vantagens às partes envolvidas na atividade comercial de venda, ao Fisco e também para a sociedade como um todo.
Benefícios para o Contribuinte Vendedor (Emissor da NF-e)
- Redução de custos de aquisição de papel;
- Redução do impacto ambiental;
- Redução de custos de envio do documento fiscal;
- Redução de custos de armazenagem de documentos fiscais;
- Simplificação de obrigações acessórias, como dispensa da autorização para impressão de documentos fiscais (AIDF);
- Redução de tempo de parada de caminhões em Postos Fiscais de Fronteira;
- Incentivo a uso de relacionamentos eletrônicos com clientes (business-to-consumer);
- Desconto no imposto sobre a propriedade predial e territorial urbana (IPTU);
- Redução de Custo do ICMS.

Benefícios para o Contribuinte Comprador (Receptor da NF-e)
- Eliminação de digitação de notas fiscais na recepção de mercadorias;
- Planejamento de logística de entrega pela recepção antecipada da informação da NF-e;
- Redução de erros de escrituração devido a erros de digitação de notas fiscais;
- Incentivo a uso de relacionamentos eletrônicos com fornecedores (business-to-business);

Benefícios para a Sociedade
- Redução do consumo de papel, com impacto positivo no meio ambiente;
- Incentivo ao comércio eletrônico e ao uso de novas tecnologias;
- Padronização dos relacionamentos eletrônicos entre empresas;
- Surgimento de oportunidades de negócios e empregos na prestação de serviços ligados à nota fiscal eletrônica.

Benefícios para as Administrações Tributárias
- Aumento na confiabilidade da nota fiscal;
- Melhoria no processo de controle fiscal, possibilitando um melhor intercâmbio e compartilhamento de informações entre os fiscos;
- Redução de custos no processo de controle das notas fiscais capturadas pela fiscalização de mercadorias em trânsito;
- Diminuição da sonegação e aumento da arrecadação;
- Suporte aos projetos de escrituração eletrônica contábil e fiscal da Secretaria da Receita Federal do Brasil (Sistema Público de Escrituração Digital – SPED).

## Situação recente
No dia 15 de setembro de 2006, em GO e RS, foram emitidas as primeiras NF-e com validade tributária. Desde então a Nota Fiscal Eletrôncia deixou o status de projeto piloto, tornando-se um instituto oficial de controle fiscal recebido pelas Secretarias de fazenda de vários outros estados.
O Protocolo ICMS 10, de 18 de abril de 2007 instituiu a obrigatoriedade do uso da NF-e para empresas do setor de combustíveis e cigarro. Há previsão de que a adesão se torne compulsória também para as 12.000 maiores empresas ainda em 2008. Mesmo sendo a adesão opcional, empresas de outros setores diversos voluntariamente optaram por antecipar a sua participação, atraídas pela redução de custos diretos e indiretos, e determinadas também estudar a mudança gozando de mais tempo para a adaptação.
Com a gradual adesão das empresas aos sistemas de documentos eletrônicos, a  Sefaz  verificou que a maioria dos contribuintes deixou de utilizar o emissor gratuito e optou por soluções próprias, ou online. A SEFAZ recomendou que seus usuários comecem a procurar outras soluções desde já. Isso porque mesmo quem já tem o sistema instalado em seu computador terá o uso prejudicado caso haja alguma alteração nas regras de validação da NF-e e CT-e a partir de 1º de Janeiro de 2017.

## Emissão
Os passos para emitir NF-e são semelhantes, independentemente da alternativa usada:
1. Certificado digital
O primeiro passo para emitir nota eletrônica é possuir um certificado digital, que assegura validade jurídica ao documento por permitir confirmação de sua autenticidade. Há diversos órgãos autorizados como autoridades certificadoras pela ICP (Infraestrutura de Chaves Públicas Brasileira).
2. Credenciamento na Sefaz
Mesmo usando um sistema próprio ou contratado, é preciso se credenciar junto à secretaria da fazenda para emitir NF-e. Cada estado tem um procedimento específico, mas normalmente trata-se de um cadastro simples.
3. Escolha o emissor de NF-e
Você pode adotar diferentes opções. Existem softwares que podem ser baixados em seu computador para emitir notas. Outra opção é usar serviços que rodam na nuvem e podem ser acessados online a qualquer hora em um dispositivo conectado à Internet. Dentre os fatores a serem considerados na escolha de um emissor de nota fiscal, podemos destacar:
- Volume de notas: empresas que tiram um volume grande de notas têm mais motivos para adotar um emissor integrado a um sistema de faturamento ou sistema de gestão, por exemplo.
- Nicho de mercado: empresas que possuem nichos específicos como indústria, construção civil ou comércio exterior tem mais motivos para ter softwares especializados que costumam simplificar processos específicos desses nichos.

4. Gere as notas conforme sua necessidade:
Com certificado digital adequado, credenciamento realizado junto à Sefaz e emissor de NF-e escolhido, sua empresa está pronta para faturar. Vale a pena realizar testes para homologar as notas, mas é um processo simples para seu negócio funcionar normalmente.

## Versões
As versões dos protocolos/XMLs foram criadas para melhorar a quantidade e a qualidade dos dados que são informados à receita. Uma diferença que se pode ver da versão 1.00 para a versão 2.00 é a possibilidade de Itens sem incidência fiscal no corpo da nota e identificação do enquadramento da empresa, como o Simples Nacional.
- Versão 1.00 (2006 a 2010)
- Versão 2.00 (2011 a 31 de março de 2015)
- Versão 3.10 (1 de abril de 2015 a 1 de agosto de 2018)
- Versão 4.00 (desde de 2 de agosto de 2018)

É importante sempre estar atento às notas técnicas emitidas pela Receita Federal no portal da NF-e, que trata de pequenas alterações no leiaute da nota. É comum, todo ano, ocorrer mais de uma nota técnica. 

## Tecnologia
No site oficial do projeto encontra-se um documento que define o comportamento dos sistemas de informação para o processamento de notas eletrônicas nas secretarias de fazenda estaduais. A especificação define o uso de padrões abertos de tecnologia, não impondo o uso de nenhuma solução proprietária. Dentre as muitas vantagens de usar padrões abertos, aproveita-se o conhecimento prévio dos desenvolvedores adquirido em outras atividades que utilizavam as mesmas tecnologias, mesmo não estando relacionadas à nota fiscal eletrônica.
Dentre as principais tecnologias envolvidas figuram:
- WebServices
- XML
- Certificados X.509
- Soap 1.2